# 権田雷斧
権田 雷斧（ごんだ らいふ、1847年2月7日（弘化3年12月22日） - 1934年（昭和9年）2月7日）は、越後国出身の日本の仏教学者、僧侶。字は快識、号は順基房。
快慶、秀盛、行誠に師事。華厳宗、天台宗を学ぶ。曹洞宗に転じたが、1878年、豊山に帰る。豊山大学学長、大正大学学長を歴任。長谷寺58世能化（真言宗豊山派2代目管長）。

## 著作
- 「密教綱要」

### 論文
- CiNii>権田雷斧
- INBUDS>権田雷斧